# U-988
Unterseeboot 988 foi um submarino alemão do Tipo VIIC, pertencente a Kriegsmarine que atuou durante a Segunda Guerra Mundial.

## Comandantes
| Comandante              | Data                                      |
| ----------------------- | ----------------------------------------- |
| Oblt. Erich Dobberstein | 15 de julho de 1943 - 29 de junho de 1944 |

## Subordinação
Durante o seu tempo de serviço, esteve subordinado às seguintes flotilhas:
| Período                                  | Flotilha                                  |
| ---------------------------------------- | ----------------------------------------- |
| 15 de julho de 1943 - 31 de maio de 1944 | 5. Unterseebootsflottille (treinamento)   |
| 1 de junho de 1944 - 29 de junho de 1944 | 7. Unterseebootsflottille (serviço ativo) |